# رنگ‌های تعالی
رنگ‌های تعالی (به انگلیسی: Colors Of Transcendence) نام یک آلبوم موسیقی سنتی ایرانی باصدای محمدرضا شجریان و نوازندگی تهمورس پورناظری و سهراب پورناظری و نوازندگانی از کشورهای مختلف جهان می‌باشد. بیشتر سازهای به کار رفته در این مجموعه از سازهای ابداعی محمدرضا شجریان است. در این مجموعه تهمورس پورناظری نوازندگی تار، عود (بربط) و ساغر و سهراب پورناظری نوازندگی تنبور، کمانچه و شهرآشوب را بر عهده داشته‌اند. این مجموعه به صورت کنسرت برگزار شده و اجراهای استودیویی آن بر روی اینترنت انتشار یافته‌است که یکی از آن‌ها (تصنیف از عشق) تصویری و بقیه صوتی می‌باشند.

## شرح آلبوم

### فهرست آهنگ‌ها
1. تصنیف بت محبوب من
2. تصنیف صدای جهان
3. تصنیف نور (شعر ه. الف. سایه)
4. تصنیف از عشق (شعر سیمین بهبهانی، سعدی شیرازی و باباطاهر)

- نکته: تصنیف از عشق در استودیوی Tiny Desk Concerts اجرا و فیلمبرداری شده و در آن در کنار آوازخوانی استاد شجریان، تهمورس پورناظری نوازندگی تار، سهراب پورناظری نوازندگی کمانچه و رابین واسی نوازندگی سازهای کوبه‌ای را بر عهده داشته‌اند. این اثر شامل پنج قسمت متوالی می‌باشد (بر من گذشتی (سیمین بهبهانی) – تک نوازی سازهای کوپه‌ای (تک نواز: رابین واسی) – هر که دلارام دید (سعدی شیرازی) – تو که خورشید اوج دلربایی (باباطاهر) – ای داد از این دل)[۳]

### اشعار به کار رفته
تصنیف بت محبوب من
| رفته به سفر یارم، یارم به سفر رفته |  | ایدر چه کنم تنها، تنها چه کنم ایدر     |
| دلبر صنمی شیرین، شیرین صنمی دلبر   |  | آذر به دلم بر زد، برزد به دلم آذر      |
| چشمش ببرد دل‌ها، دل‌ها ببرد چشمش     |  | باور نکند خلق آن، خلق آن نکند باور     |
| مسته صنما چندین، چندین صنما مسته   |  | می زن به طرب با من، با من به طرب می زن |

تصنیف صدای جهان
- شعر از مولانا و (..).

| پرده بگردان و بزن ساز نو               |  | هین که رسد از فلک آواز نو            |
| برجه ساقی و طرب آغاز کن                |  | وز می کهنه بنه آغاز نو               |
| زخم چو بر دل رسید، دیده پراز خون چراست |  | چون تو درون دلی، نقش تو بیرون چراست  |
| خود به جهان در، مرا، یک دلکی بود و بس  |  | چون همه ما یک دلیم، قصد شبیخون چراست |

تصنیف نور
- شعر از ه. الف. سایه

| منشین چنین زار و حزین چون روی زردان |  | شعری بخوان،‌سازی بزن، جامی بگردان |
| آن کو به دل دردی ندارد آدمی نیست    |  | بیزارم از بازار این بی هیچ دردان |

تصنیف از عشق
| بر من گذشتی سر برنکردی      |  | از عشق گفتم باور نکردی   |
| دل را فکندم آسان به پایت    |  | سودای مهرش در سر نکردی   |
| گفتم گلم را می‌بویی از لطف   |  | حتی به قهرش پرپر نکردی   |
| دیدی سبویی پر نوش دارم      |  | با تشنگی‌ها لب تر نکردی   |
| یادت به هر شعر منظور من بود |  | زین باغ پرگل منظر نکردی  |
| هنگام مستی شور آفرین بود    |  | لطفی که با ما دیگر نکردی |

| هر که دلارام دید از دلش آرام رفت   |  | باز نیاید خلاص هر که در این دام رفت |
| یاد تو می‌رفت و ما عاشق و بی‌دل شدیم |  | پرده برانداختی کار به اتمام رفت     |
| مشعله‌ای برفروخت پرتو خورشید عشق    |  | خرمن خاصان بسوخت خانگه عام رفت      |
| گر به همه عمر خویش با تو برآرم دمی |  | آخر عمر آن دمست باقی ایام رفت       |

| تو که خورشید اوج دلربایی |  | چنین بیرحم و سنگین دل چرایی |
| به اول آن همه مهر و محبت |  | به آخر راه و رسم بی وفایی   |

| اگر آیی به جانت وا نوازم   |  | وگر نایی ز هجرانت گدازم |
| بیا دردی که داری بر دلم نه |  | بمیرم یا بسوزم یا بسازم |

| درخت غم به جانم کرده ریشه |  | به درگاه خدا نالم همیشه    |
| عزیزان قدر یک دیگر بدانید |  | اجل سنگ است و آدم مثل شیشه |

| ای داد از این دل، بیداد از این دل |  | افغان از این دل، فریاد از این دل |